# Jiří Lechtýnský
Jiří Lechtýnský (* 25. November 1947 in Jablonec nad Nisou) ist ein tschechischer Schachmeister.

## Leben
Lechtýnský erhielt im Jahr 1982 den Großmeistertitel. Er nahm dreimal für die tschechoslowakische Nationalmannschaft an der Schacholympiade teil (1974, 1980 und 1986 jeweils als zweiter Reservespieler), wo er 11,5 Punkte aus 17 Partien erzielte. Dreimal (1970, 1977 und 1980) war er bei den Mannschaftseuropameisterschaften vertreten. Lechtýnský spielte oft bei den Meisterschaften der Tschechoslowakei, später Tschechien; sein bestes Ergebnis war Bronze 1986 in Prag.
Lechtýnský siegte oder belegte vordere Plätze in mehreren Turnieren: I-II. Platz in Děčín (1979), I-II. Platz in Karviná (1980), I-II. Platz in Halle (1981), II-III. Platz in Polanica-Zdrój (1983), II. Platz in Linz (1993), II.-III. Platz in Linz (1996), II. Platz in Litoměřice (1999), I. Platz in Augsburg (2003), I.-III. Platz in Havlíčkův Brod (2004) und I.-V. Platz in Česká Třebová (2006).
In der tschechischen Extraliga spielte Lechtýnský von 1993 bis 1997 für den ŠK Dům armády Prague, mit dem er 1996 und 1997 Meister wurde sowie am European Club Cup 1996 teilnahm, von 1997 bis 2000 für den ŠK Sokol Vyšehrad, von 2000 bis 2003 für den ŠK Infinity Pardubice und von 2004 bis 2009 für TJ Zikuda Turnov. In der deutschen Schachbundesliga spielte er in der Saison 1991/92 für VdS Buna Halle.